# کریستال باورساکس
کریستال باورساکس (به انگلیسی: Crystal Bowersox) متولد (۴ اوت ۱۹۸۵) نفر دوم فصل ۹ از سری مسابقات امریکن آیدل، خواننده و ترانه سرا در الیستون اوهایو به دنیا امد. او اولین البوم خود را با نام دختر کشاورز در سال ۲۰۱۰ منتشر کرد.
وی در ۱ دسامبر ۲۰۱۳ اعلام کرد که دوجنس‌گراست.